# Fugato
Il fugato è un procedimento compositivo o un frammento di un brano musicale strumentale o vocale, nel quale le varie voci entrano una dopo l'altra in stile imitativo, cioè con una frase ritmica che imita la frase della voce precedente. Il richiamo è al termine fuga, che è la forma per antonomasia che segue le regole strette del contrappunto quanto a esposizione dei temi (detti soggetto e controsoggetto) e allo sviluppo (parti libere o divertimenti, riesposizione, pedale, stretti). Nel fugato questi elementi non si presentano, o almeno non sono tutti presenti oppure ancora vengono parzialmente accennati e/o sviluppati. La forma è più libera e dopo le entrate imitative spesso è ricondotta ad una struttura omoritmica.
Un celebre esempio è dato dal preludio della suite n. 5 per violoncello solo in do minore di Johann Sebastian Bach, come anche nel secondo movimento (Allegretto) della settima sinfonia in la maggiore op.92 di Ludwig van Beethoven, dove in quest'ultimo esempio il fugato è addirittura inserito all'interno di una forma di tema con variazioni.